# Donacia impressa
Donacia impressa is een keversoort uit de familie bladkevers (Chrysomelidae). De wetenschappelijke naam van de soort werd in 1799 gepubliceerd door Gustaf von Paykull.